# Кардиналовська Тетяна Михайлівна

Тетяна Кардиналовська та Сергій Пилипенко

Тетя́на Миха́йлівна Кардинало́вська (1899, Київ — 27 червня 1993, Енн-Арбор, Мічиган, США) — педагог, перекладачка, мемуаристка.

## Біографічні відомості
Народилася 1899 р. у Києві. Донька генерала Михайла Кардиналовського. Старша сестра письменниці та архітектора Єлизавети Кардиналовської.
Закінчила у Києві гімназію, навчалася на інженерному факультеті Київського політехнічного інституту (не закінчила).
Дружина прем'єра Всеволода Голубовича, потім письменника Сергія Пилипенка.
1919 року декілька місяців жила в Кам'янці-Подільському, працювала у редакції газети «Червоний шлях», яку редагував В. Голубович.
У 1943 році вивезена на примусові роботи до Австрії. Після втечі жила в Італії, Англії, США. Викладала російську, а потім українську мову в Гарвардському університеті.

## Творчий доробок
Автор:
- спогадів «Невідступне минуле». — К.: Дніпро, 1992.
- двотомного підручника російської мови «Модерн Рашен» (1964—1965, у співавторстві).